# Benimuslem
Benimuslem település Spanyolországban, Valencia tartományban. Benimuslem Alberic, Alzira és Carcaixent községekkel határos. Lakosainak száma 665 fő (2024).

## Népesség
A település lakosságának változását az alábbi diagram mutatja:
| Lakosok száma | 552  | 583  | 605  | 618  | 677  | 668  | 656  | 653  | 662  | 665  |
|               | 2001 | 2004 | 2007 | 2009 | 2012 | 2014 | 2017 | 2019 | 2022 | 2024 |